# Latijnse School (Gemert)

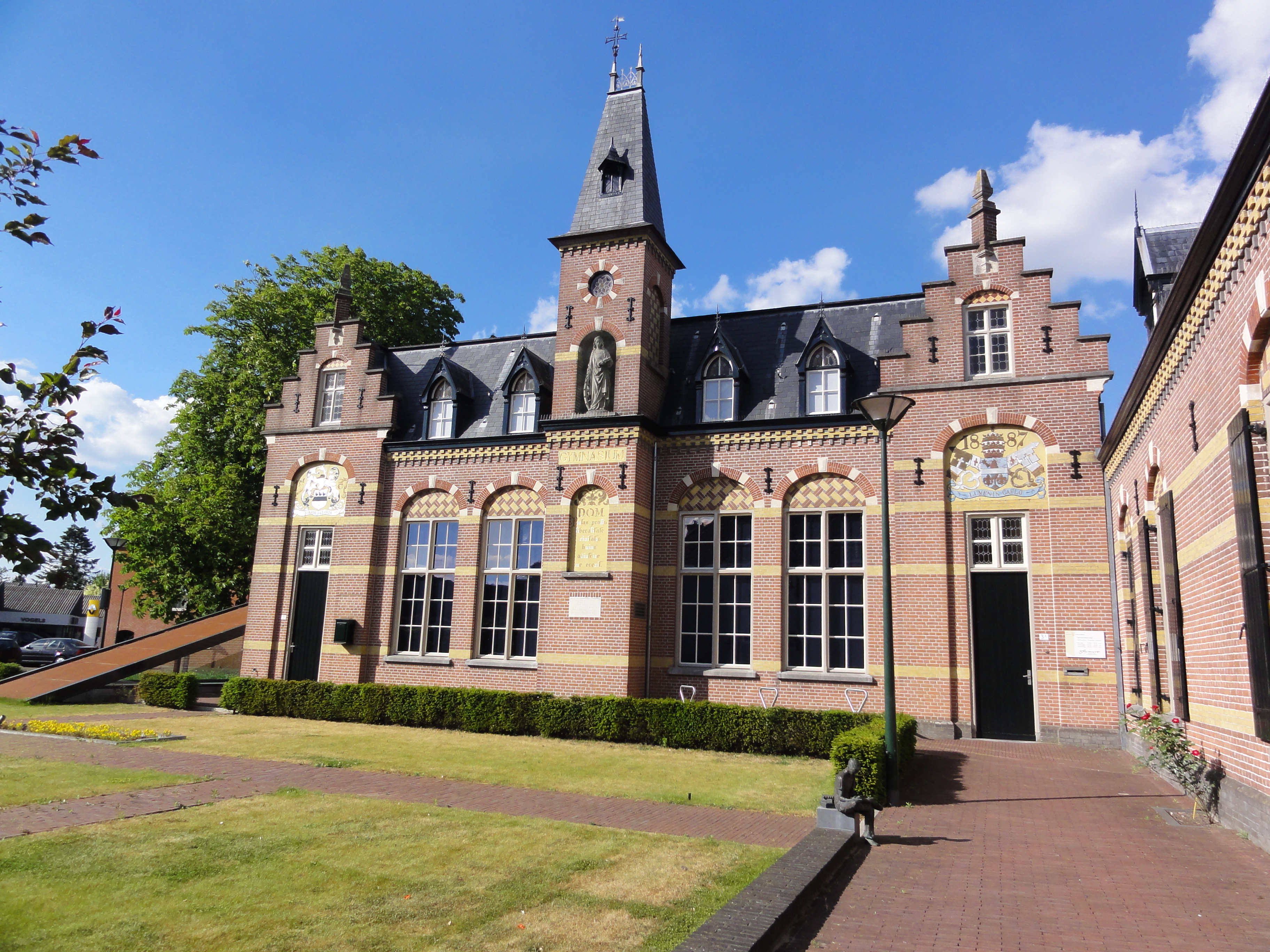
Voormalige Latijnse School van Gemert

De Latijnse school van Gemert is een voormalige onderwijsinstelling waar jongens werden voorbereid op een religieus ambt of een studie aan een universiteit. De school heeft een bijzondere geschiedenis. Ze heeft, anders dan de meeste andere scholen van dit type, geen middeleeuwse oorsprong en bleef langer dan veel andere bestaan.
De school is in 1587 opgericht door Hendrik van Ruijschenbergh, die commandeur was van de Duitse Orde. Deze commandeur was de contrareformatie toegedaan en tot de aanbevelingen van het Concilie van Trente hoorde ook de zorg voor degelijk godsdienstonderwijs, het oprichten van seminaries enzovoort. De school werd dan ook opgericht tot lof van God almachtig en tot voordeel der christenheid, voornamelijk voor de bloeiende jeugd. Er werden beurzen verleend aan armere studenten.
De Latijnse School van Gemert bloeide eeuwenlang. Men studeerde er etymologica, syntaxis poësis en later ook retorica. Vele afgestudeerden van deze 4-jarige opleiding gingen aan de Katholieke Universiteit van het Hertogdom Brabant te Leuven studeren, vaak in de studierichting theologie. Zo werd in 1728 te Leuven de studentenvereniging Congregatio Municipii Gemertianii opgericht. Een van de eerste leerlingen van de school was waarschijnlijk Laurentius Keizer, die in 1621 de eerste president werd van het College te Leuven, dat eveneens door de Duitse Orde was gesticht.
In 1887 bestond de school 300 jaar. Het eeuwenoude gebouw werd toen gesloopt en vervangen door een nieuw gelegen aan de Ruijschenbergstraat. In 1891 kwam dit gebouw gereed. Aan de voorgevel zijn de kleurige wapens te vinden van Hendrik van Ruijschenberg, met de leuze Soli Deo Gloria, en van Paus Leo XIII, met de leuze Lumen in caelo.
De school groeide nog tientallen jaren lang en in 1958 werd een nieuw gebouw neergezet. Na 1965] kwam er echter een eind aan deze bloei, want de animo om priester te worden stagneerde. In 1971 werd het onderwijs stopgezet. Middelbaar onderwijs werd voortaan geboden door onder meer het Macropedius College (1975-1996). Vanwege een fusie met de overige scholen voor voortgezet onderwijs in Gemert en omgeving werd die naam vervolgens veranderd in Commanderij College. De naam Macropedius is in 2020 weer in gebruik genomen bij de Havovwo locatie in Gemert. Het gebouw van de vroegere Latijnse School aan de Ruijsenbergstraat is gerestaureerd en biedt onderdak aan het gemeentearchief van Gemert-Bakel en aan de heemkamer.

## Bekende oud-leerling
- Eustachius van Lieshout (1903 - 1905), Nederlands pater en missionaris in Brazilië, zalig verklaard in 2006.[1]